# Johannes Gropper

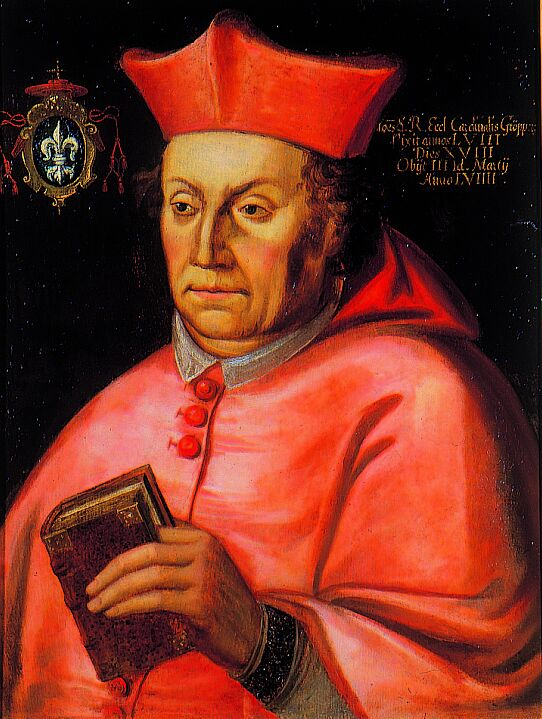
Johannes Gropper als Kardinal

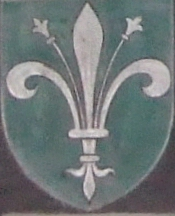
Wappen von Johannes Gropper

Johannes Gropper, auch Johann Gropper (* 24. Februar 1503 in Soest; † 13. März 1559 in Rom) war ein katholischer Theologe, Jurist und Kirchenpolitiker zur Zeit der Reformation. Er gilt als Verteidiger des katholischen Glaubens im Erzbistum Köln während der so genannten Kölner Reformation und als einer der bedeutendsten katholischen Theologen des 16. Jahrhunderts.

## Leben
Gropper war Sohn des Soester des Bürgermeisters Johannes Gropper (1480–1543) aus dem Patriziergeschlecht Gropper, der durch die Reformation aus Soest nach Köln vertrieben worden war. Seine Mutter war Anna von Blitterswich. 1516 begann Johannes Gropper jun. in Köln mit dem Studium der Philosophie. Am 7. November 1525 wurde er zum Doktor der Rechte promovierte. 1524 oder 1525 empfing er die Priesterweihe.
Im September 1525 wurde er Offizial des Dompropstes Hermann von Neuenahr (1492–1530), im September 1526 Siegelbewahrer des Kölner Erzbischofs Hermann von Wied, am 23. September 1527 Scholaster des Stiftes St. Gereon. 1529 war Gropper für kurze Zeit Professor an der Juristischen Fakultät der Universität Köln. Gropper nahm in jenem Jahr am zweiten Reichstag zu Speyer und 1530 am Reichstag zu Augsburg als Vertreter des Bischofs von Münster teil. Ab 1530 war er Stiftsherr, später auch Pfarrer und Dekan in Soest. 1532 wurde Gropper Kanoniker und im folgenden Jahr auch Scholaster und ab 1543 Dekan am Viktorstift in Xanten. 1533 wurde er vom Dienst beim Kölner Erzbischof beurlaubt und widmete sich der Vorbereitung des Kölner Provinzialkonzils, das vom 7. bis 10. März 1536 stattfand, und der Reform des kurfürstlichen Landrechts.
Seit dem 30. Oktober 1534 Domherr in Köln, verfasste er 1538 das „Enchiridion“ (Institutio compendiaria doctrinae christianae, in concilio provinciali pollicita), in dem er sich bei der Rechtfertigungslehre den reformatorischen Anschauungen annäherte, sonst aber die Lehre der katholischen Kirche vertrat. Gemeinsam mit Julius von Pflug nahm er 1540 an den Religionsgesprächen in Hagenau und Worms sowie 1541 am Reichstag zu Regensburg teil, wo er die Partei der „Exspekanten“ anführte und den evangelischen Christen weitgehende Zugeständnisse machte. Im Februar 1542 führte Gropper mit Martin Bucer Gespräche über eine Kirchenreform im Erzbistum Köln. Als Bucer von Erzbischof Wied im Dezember 1542 den Auftrag erhielt, eine evangelische Predigt im Bonner Münster zu halten, wurde Gropper zum Gegner Bucers. Als Erzbischof Hermann von Wied die Reformation im Kölner Erzbistum einführen wollte und im Mai 1543 Philipp Melanchthon und andere evangelische Theologen nach Köln berief, bekämpfte Gropper den Erzbischof mit Hilfe des Domkapitels und erreichte, dass Bucer und andere evangelische Prediger im August 1543 entlassen wurden. Schließlich appellierte das Domkapitel im September 1544 an Papst und Kaiser Karl V. und verlangte eine Absetzung des Erzbischofs. Bereits im Dezember 1544 kam es zu einer Spaltung des Domkapitels durch Heinrich von Stollberg und der Landtag in Bonn stimmte den reformatorischen Ideen des Erzbischofs zu. Erst am 2. Januar 1546 wurde Hermann von Wied von Papst Paul III. suspendiert, am 16. April exkommuniziert und am 3. Juli abgesetzt.
Adolf von Schaumburg wurde zum Erzbischof ernannt und Gropper wurde am 2. Juli 1548 Propst des Cassius-Stifts in Bonn. Mit seiner Ernennung zum Propst verzichtete er auf sein Domkanonikat.
Mit Hilfe der Jesuiten bemühte sich Gropper um eine Rekatholisierung im Erzstift Köln. Er war ein Hauptredakteur des Augsburger Interim von 1548, das er in Soest mit mäßigem Erfolg durchführte. 1551/52 nahm er am Konzil von Trient teil. Eine Ernennung zum Kardinal durch Papst Paul IV. am 20. Dezember 1555 wollte er wahrscheinlich aus Gesundheitsgründen ablehnen, wurde aber schließlich doch am 13. Januar 1556 Kardinaldiakon der Titelkirche Santa Lucia in Orphea. 1558 reiste Gropper gemeinsam mit seinem Bruder Kaspar Gropper nach Rom, weil er wegen seiner dogmatischen Schriften bei der Inquisition der Häresie angeklagt worden war. Er konnte sich aber verteidigen und wurde Berater des Papstes in Fragen der deutschen Kirchenpolitik. In Rom wohnte Gropper im Vatikan, wo er auch verstarb. Bei seinem Begräbnis in der Kirche Santa Maria dell’Anima hielt Papst Paul IV. selbst die Totenrede. Noch am 15. März 1559 hielt der Papst ein Konsistorium ab, zu welchem er selbst die erkrankten Kardinäle kommen ließ, auf welchem er noch einmal seine große Wertschätzung Groppers zum Ausdruck brachte.

## Werk
In seinem Buch Enchiridion Christiane institutionis von 1538 verweist Gropper auf die Apostolische Sukzession, die für die gültige Weihe eines Priesters notwendig ist. Dieses Konzept stammt von Irenäus von Lyon und findet sich in dessen Werk Adversus Haereses. Bis zu Groppers Werk war die Idee der Apostolischen Sukzession in der Kirche vergessen; Petrus Lombardus etwa, der Verfasser der berühmten Sentenzen, kannte sie nicht. Auf diesen hatte sich auch Luther berufen. Melanchthon widersprach Gropper in seinem Werk „Von der Kirche und der Autorität des Wortes Gottes“ von 1539.
- Christliche und Catholische gegenberichtung eyns Erwirdigen Dhomcapittels zu Coellen, wider das Bůch der gnanter Reformation. Coloniae excudebat Iaspar Gennepæus …. Anno 1544. (Stadtbibliothek Mainz; Sign. XIII m:2°/33 (R))